# Lamporecchio
Lamporecchio é uma comuna italiana da região da Toscana, província de Pistoia, com cerca de 6.788 habitantes. Estende-se por uma área de 22 km², tendo uma densidade populacional de 309 hab/km². Faz fronteira com Cerreto Guidi (FI), Larciano, Quarrata, Serravalle Pistoiese, Vinci (FI).

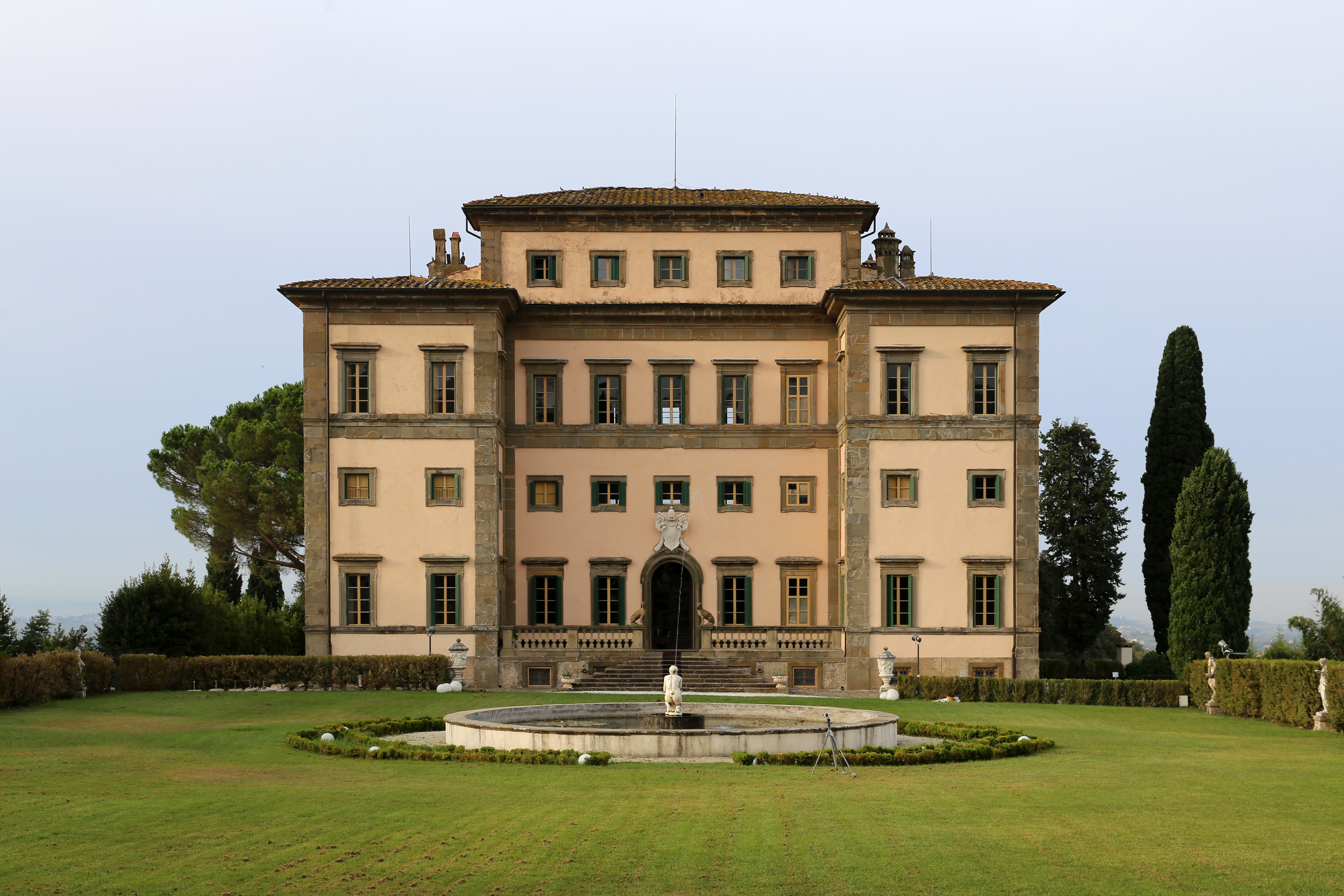
Villa Rospigliosi.

## Demografia
| Variação demográfica do município entre 1861 e 2011                               |
|                                                                                   |
| Fonte: Istituto Nazionale di Statistica (ISTAT) - Elaboração gráfica da Wikipedia |